# رافاييل لويس كالفو
رافاييل لويس كالفو (بالإسبانية: Rafael Luis Calvo)‏ هو ممثل إسباني، ولد في 30 ديسمبر 1911 بمدريد في إسبانيا، وتوفي في 9 ديسمبر 1988 ببرشلونة في إسبانيا.

## وصلات خارجية
- رافاييل لويس كالفو على موقع IMDb (الإنجليزية)
- رافاييل لويس كالفو على موقع ألو سيني (الفرنسية)
- رافاييل لويس كالفو على موقع قاعدة بيانات الأفلام السويدية (السويدية)
- رافاييل لويس كالفو على موقع قاعدة بيانات الفيلم (الإنجليزية)